# Jutta Heine
Jutta Heine (* 16. September 1940 in Stadthagen) ist eine ehemalige deutsche Leichtathletin und Olympiateilnehmerin, die als Sprinterin erfolgreich war.

## Karriere
Bei den Olympischen Spielen 1960 in Rom gewann Heine die Silbermedaille über 200 Meter hinter der US-Amerikanerin Wilma Rudolph (Gold) und vor der Britin Dorothy Hyman (Bronze). Ebenfalls Silber erreichte sie in der 4-mal-100-Meter-Staffel zusammen mit ihren Teamkolleginnen Martha Langbein, Anni Biechl und Brunhilde Hendrix. Heine startete bei diesen Olympischen Spielen für die Bundesrepublik in einer gemeinsamen deutschen Mannschaft.
Bei den Europameisterschaften 1962 in Belgrad gewann sie den Titel über 200 Meter und wurde über 100 Meter Zweite hinter Dorothy Hyman; eine weitere Silbermedaille gab es in der 4-mal-100-Meter-Staffel. Im selben Jahr wurde Heine zur Sportlerin des Jahres gewählt.
Die Deutschen Meisterschaften im 200-Meter-Lauf gewann sie in den Jahren 1959, 1961, 1962 und 1963. 1960 wurde sie Zweite und 1964 Dritte. Über 100 Meter wurde sie 1962 Deutsche Meisterin und belegte 1959 und 1961 den zweiten Platz. Mit der 4-mal-100-Meter-Staffel des ASV Köln wurde sie 1962 Deutsche Meisterin, 1963 Dritte und 1964 Zweite, mit der Staffel von Hannover 96 gewann sie 1965 die Vizemeisterschaft.
Auch als Mehrkämpferin war sie erfolgreich: 1960 und 1962 wurde sie Deutsche Meisterin im Fünfkampf. 1962 kam noch der Titel der Mannschaftsmeisterin im Fünfkampf mit dem Team des ASV Köln hinzu.
Heine startete auch bei den Olympischen Spielen 1964 in Tokio, jedoch ohne Medaillenerfolg (mit der 4-mal-100-Meter-Staffel Platz 5 in 44,7 s; im 200-Meter-Lauf mit zwei Fehlstarts im Vorlauf ausgeschieden). Danach beendete sie ihre Karriere als Leichtathletin.
Sie lief abwechselnd für den DHC Hannover, den ASV Köln und Hannover 96. In ihrer aktiven Zeit war sie 1,82 m groß und wog 71 kg. Für ihre Verdienste um den Sport in Niedersachsen wurde Heine in die Ehrengalerie des Niedersächsischen Instituts für Sportgeschichte aufgenommen, für ihre Erfolge mit dem Silbernen Lorbeerblatt ausgezeichnet.
Nach ihrem Rücktritt vom Hochleistungssport schloss sie ein zuvor begonnenes Studium der Betriebswirtschaftslehre ab und arbeitete zunächst als Vermögensverwalterin sowie als Leiterin einer Großküche. Seit 1974 betreibt sie ein Hotel mit angegliedertem Reiterhof in Burglahr im Westerwald.

## Politisches Engagement
Jutta Heine war Mitglied und Aushängeschild des Vereins Bürgeraktion Demokraten für Strauß, welcher bei der Bundestagswahl 1980 die Unionsparteien unterstützte. Aus der Bürgeraktion ging 1981 die Konservative Aktion hervor, von der sich fünf Jahre später Die deutschen Konservativen abspalteten.